# 沃峰
沃峰（英語：Waugh Peak），是南極洲的山峰，位於阿蒙森海岸，處於布雷耶山東南面的阿蒙森冰川西岸，屬於毛德王后山脈的一部分，海拔高度2,430米，由美國南極名稱諮詢委員命名，現時由南極條約體系管理。